# Fort Batenstein

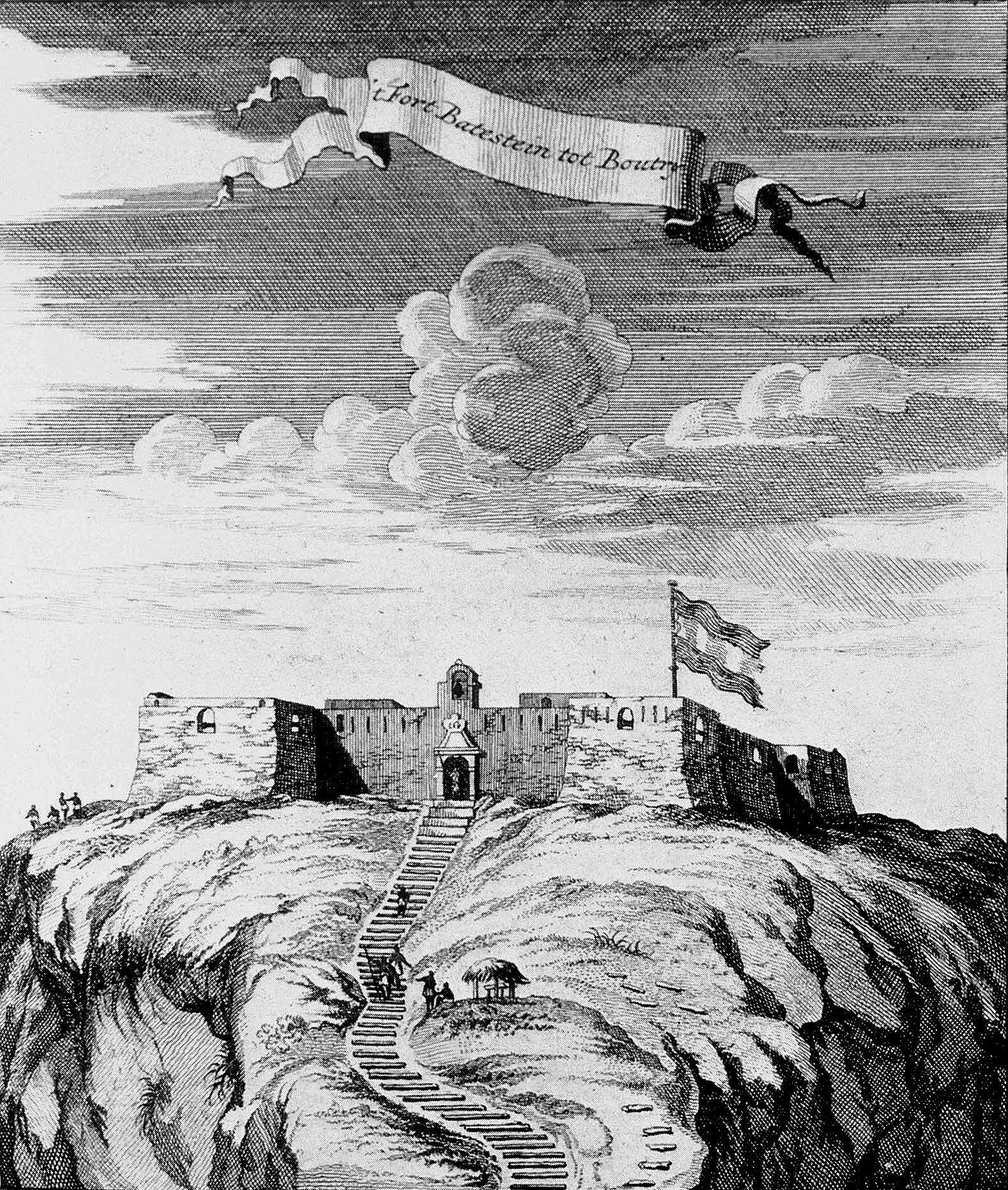
Fort Batenstein in 1709.

Batenstein, in het dorp Butre was een Zweeds, Nederlands en Brits fort gelegen aan de Goudkust in Ghana.

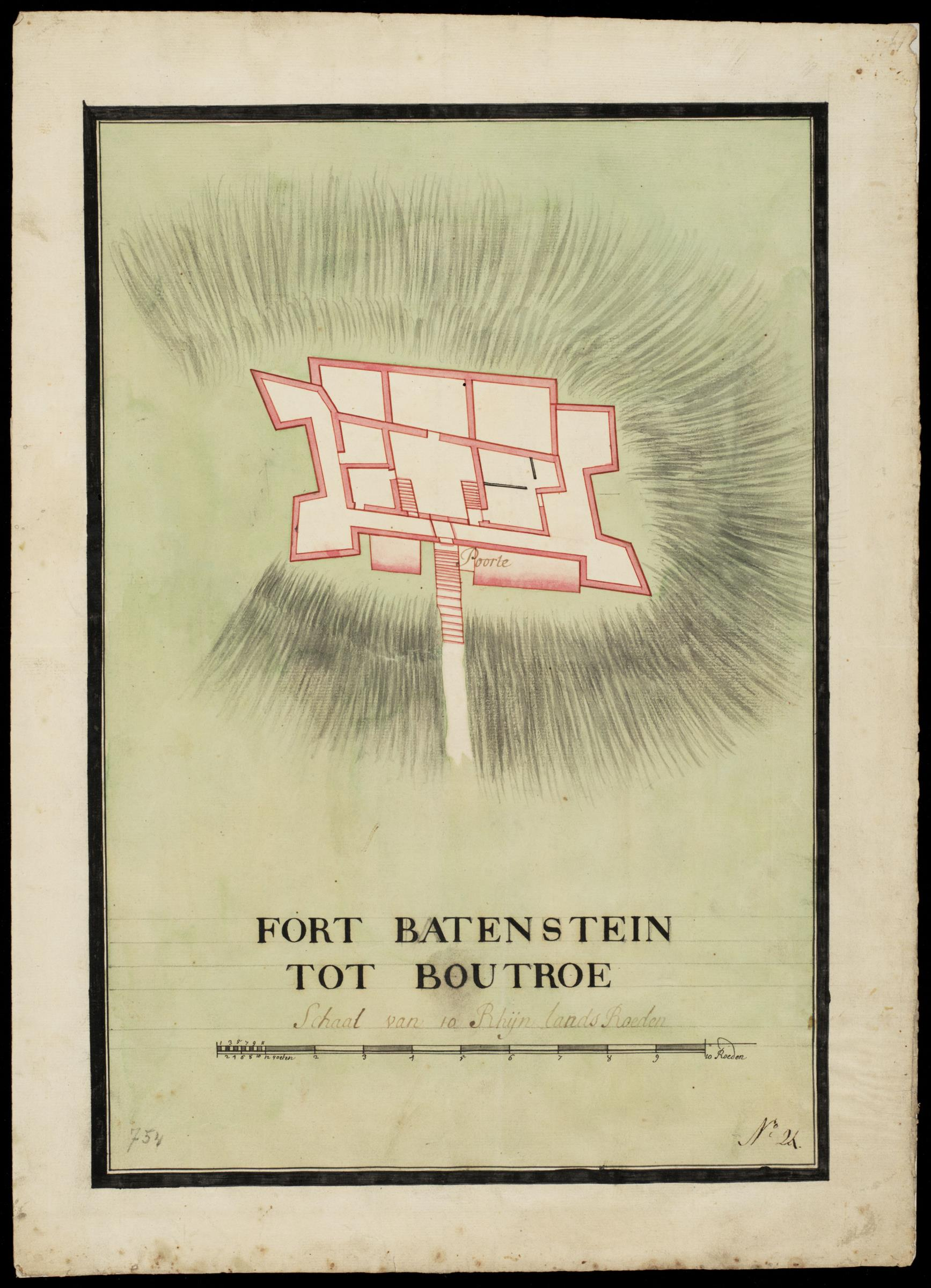
Plattegrond van Fort Batenstein

Het fort ligt aan de kust in de bossen van Ahantaland ten oosten van de kaap Three Points. Net als fort Elmina in de omgeving begint de geschiedenis aan het einde van de 16e eeuw. In het jaar 1598 bouwde de WIC een factorij in het bos. De Zweedse Afrikaanse Compagnie kreeg een halve eeuw later ook interesse in de plek en daarom stookte de WIC de lokale bevolking op om tegen de Zweden te vechten.
In 1656 veroverden de Nederlandse soldaten het gebied op de heuvel van Butre. Zij bouwden er toen hun eigen fort dat zij Batenstein noemden. Het was een klein fort dat niet erg stevig op zijn fundamenten stond. Daarom waren er ook alleen maar 11 lichte kanonnen omdat het fort anders stuk zou kunnen gaan. Er zijn zelfs bronnen die zeggen dat als er met een geweer geschoten werd, je het fort kon voelen trillen.
Doordat het fort lichtbewapend was, was het niet moeilijk te veroveren. Toen de Britten eenmaal interesse in het fort kregen, veroverden ze het in 1818. Nadien verloor het fort zijn nut waardoor het erg verwaarloosd werd, wat tegenwoordig goed te zien is. Het fort is namelijk scheefgezakt en er rest niet veel meer dan een ruïne.